# Hans Epskamp
Hans Epskamp (* 21. Juni 1903 in Hamburg; † 26. Mai 1992 in Berlin) war ein deutscher Schauspieler.

## Leben

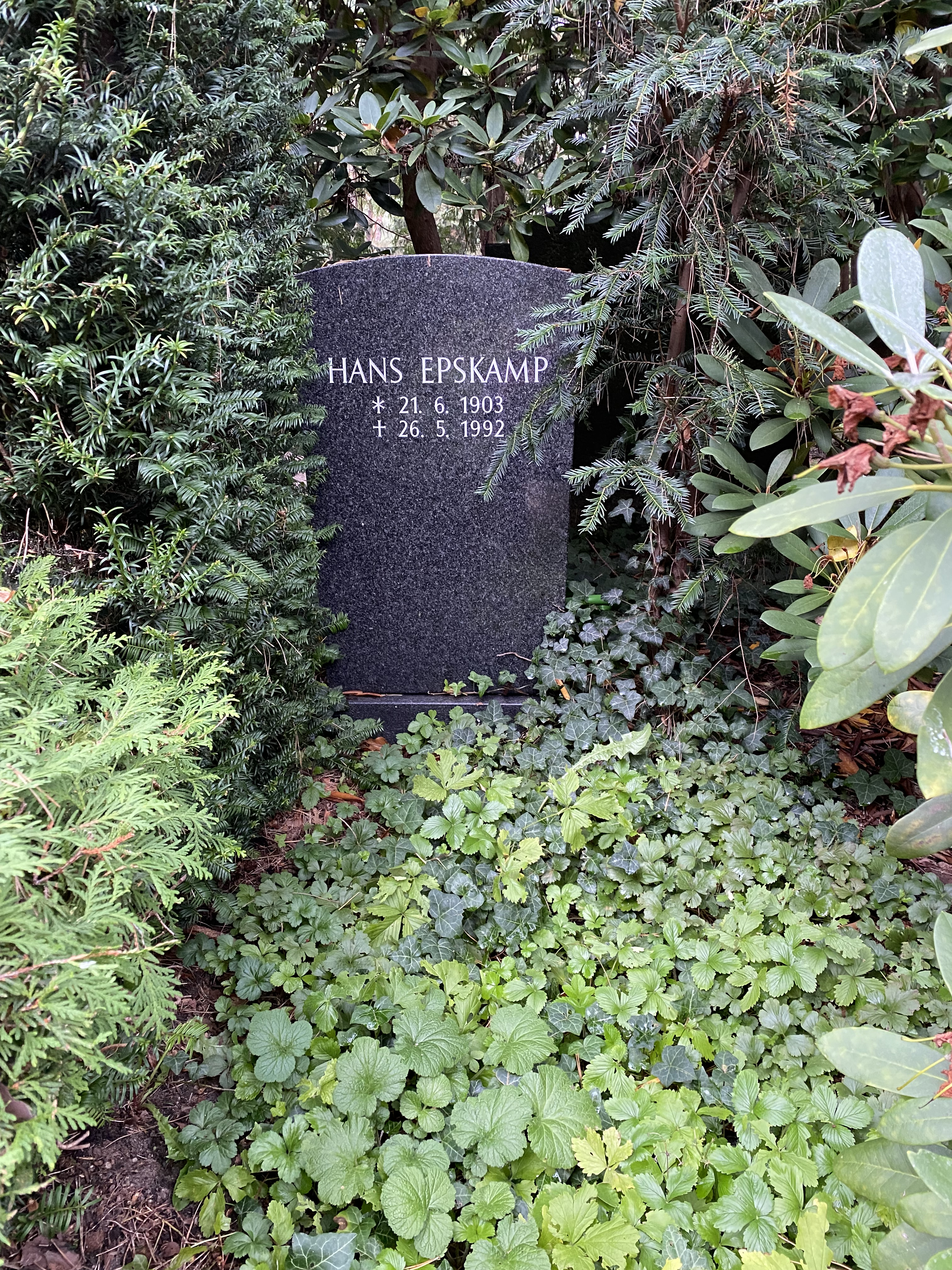
Grabstätte Hans Epskamp

Der gebürtige Hamburger nahm schon bald nach seiner Schulausbildung Schauspielunterricht und debütierte 1927 am Landestheater Darmstadt. Danach ging er von 1928 bis 1930 an das Theater Gera. Über Bühnen in Frankfurt am Main und Bremen kam er 1935 an das Dresdner Staatstheater. Dort blieb er bis 1937. Von 1942 bis 1944 war Epskamp am Komödienhaus Berlin engagiert. Nach dem Kriege nahm er seine Bühnentätigkeit zunächst in Straßburg im Elsass wieder auf. 1951 war der Schauspieler am Stadttheater Mainz beschäftigt, danach ging er bis 1954 nach Darmstadt. 1955 kehrte er wieder nach Berlin zurück und nahm dort seinen festen Wohnsitz. Für viele Jahre gehörte er dem Ensemble des Hebbel-Theaters an.
In den 1950er Jahren begann auch seine Karriere beim Rundfunk und beim Film. Später war er überwiegend für das Fernsehen tätig. Zu seinen bekanntesten Fernsehrollen gehören u. a. die Figur des Kriegsgefangenen Leibrecht in dem sechsteiligen Fernsehspiel So weit die Füße tragen aus dem Jahre 1959, dem ersten so genannten Straßenfeger des noch jungen deutschen Fernsehens. Unter der Regie von Fritz Umgelter spielten Heinz Weiss und Wolfgang Büttner die weiteren Hauptrollen. 1966 sah man Epskamp in der 6. Folge Die Raumfalle der Kultserie Raumpatrouille. Hier mimte er den Minister für außerplanetare Angelegenheiten und besorgten Schwiegervater eines bekannten SF-Schriftstellers (Reinhard Glemnitz), der mit der Orion VIII unter Commander McLaine (Dietmar Schönherr) in eine gefährliche Situation geraten ist. In der Fernsehserie Kara Ben Nemsi Effendi (1973–1975), nach den ersten sechs Orient-Romanen von Karl May, spielte er unter Regisseur Günter Gräwert in mehreren Folgen den Schurken Mübarek, der versucht, den Titelhelden (Karl-Michael Vogler) zu töten. Im Kino sah man ihn z. B. in Staatsanwältin Corda (1953) mit Ingeborg Engholm und Paul Klinger. Ebenfalls mit Klinger und dem damaligen Kinderstar Christine Kaufmann sah man ihn ein Jahr darauf in dem Film Rosen-Resli, der nach einer Novelle von Johanna Spyri entstand. In dem Edgar-Wallace-Film Der Mönch mit der Peitsche (1967) spielte er den geheimnisvollen Drahtzieher, der erst ganz am Schluss enttarnt wird.
Seine letzten bekannten Auftritte waren Mitte der 1970er Jahre. Danach zog er sich zumindest aus dem Filmgeschäft zurück.
Hans Epskamp, der einen knappen Monat vor seinem 89. Geburtstag verstarb, wurde am 10. Juni 1992 auf dem Waldfriedhof Dahlem in einem Einzelgrab beigesetzt. Die Ruhestätte befindet sich in Feld 002, Grab Nummer 164.

## Filmografie
- 1953: Staatsanwältin Corda
- 1954: Rosen-Resli
- 1955: Der Hund von Baskerville – Fernsehspiel
- 1958: Examen des Lebens – Fernsehspiel – Regie: Franz Josef Wild
- 1958: Moral (Freiherr von Schmettau) – Fernsehspiel – Regie: Rainer Wolffhardt
- 1958: Wenn die Conny mit dem Peter
- 1959: Der Mann im Manne – Fernsehspiel – Regie: Peter Beauvais
- 1959: So weit die Füße tragen – Fernseh-Mehrteiler
- 1959: Der Besuch der alten Dame – Fernsehfilm
- 1959: Das große Messer – Fernsehspiel – Regie: Franz Josef Wild
- 1959: Ruf ohne Echo – Fernsehspiel – Regie: Rainer Wolffhardt
- 1960: Es geschah an der Grenze, Folge: Von Hand zu Hand – Fernsehserie
- 1960: Sie schreiben mit – Fernsehserie
- 1960: Mit 17 weint man nicht
- 1960: Der Jugendrichter
- 1960: Terror in der Waage – Fernsehspiel – Regie: Joachim Hoene
- 1960: Mein Schulfreund
- 1960: Kopf in der Schlinge – Fernsehspiel
- 1961: Schlüsselblumen – Fernsehspiel – Regie: Rainer Erler
- 1961: Der grüne Bogenschütze
- 1961: Der Mann von drüben – Fernsehspiel – Regie: Wilm ten Haaf
- 1962: Becket oder Die Ehre Gottes – Fernsehspiel – Regie: Rainer Wolffhardt
- 1962: Das Leben beginnt um acht
- 1962: Lokalbericht – Regie: Rainer Wolffhardt
- 1963: Die Nacht der Schrecken (nach Anton Pawlowitsch Tschechow) – Regie: Rolf von Sydow
- 1963: Der Privatsekretär – Fernsehspiel – Regie: Franz Josef Wild
- 1963: Schwäbische Geschichten – Fernsehserie
- 1963: Den Tod in der Hand – Fernsehspiel – Regie: Fritz Umgelter
- 1963: Ein Todesfall wird vorbereitet – Fernsehspiel – Regie: Karl Fruchtmann
- 1963: Der Belagerungszustand (nach Albert Camus) – Fernsehspiel
- 1963: Dantons Tod – Fernsehspiel
- 1963: Orden für die Wunderkinder – Fernsehspiel
- 1964: In der Sache J. Robert Oppenheimer – Fernsehspiel – Regie: Gerhard Klingenberg
- 1964: König Richard III – Fernsehspiel – Regie: Fritz Umgelter
- 1964: Der Trojanische Krieg findet nicht statt – Fernsehspiel – Regie: Franz Josef Wild
- 1964: Bei Tag und Nacht – Fernsehspiel – Regie: Fritz Umgelter
- 1964: Gewagtes Spiel, mehrere Folgen – Fernsehserie
- 1964–1965: Unsere große Schwester (Fernsehserie, 8 Folgen)
- 1965: Der wahre Jakob – Fernsehspiel – Regie: Erich Neureuther
- 1965: Und nicht mehr Jessica – Fernsehspiel – Regie: Falk Harnack
- 1965: Der Drache (Scharlemann) – Fernsehspiel – Regie: Hans-Dieter Schwarze
- 1965: Sie schreiben mit, Folge: Der Besuch – Fernsehserie
- 1965: Der Nachtkurier meldet, Folge: Professor Riebling reist inkognito – Fernsehserie
- 1965: Das Kriminalmuseum, Folge: Die Ansichtskarte – Fernsehserie
- 1966: Kommissar Freytag, Folge: Silberknauf mit Elfenbein – Fernsehserie
- 1966: Pontius Pilatus – Fernsehspiel – Regie: Hagen Müller-Stahl
- 1966: Münchhausen – Fernsehspiel – Regie: Fritz Umgelter
- 1966: Drei Tage bis Mitternacht – Fernsehspiel – Regie: Claus Peter Witt
- 1966: Schachmatt – Fernsehspiel – Regie: Hans-Bernhard Theopold
- 1966: Junggesellenabschied – Fernsehspiel – Regie: Frank Guthke
- 1966: Raumpatrouille, Folge 6: Die Raumfalle – Fernsehserie
- 1967: Im weißen Rößl – Fernsehspiel
- 1967: Der Mönch mit der Peitsche
- 1967: Die seltsamen Methoden des Franz Josef Wanninger, Folge: Der Einbrecher – Fernsehserie
- 1967: Gespensterquartett – Fernsehspiel – Regie: Dieter Wendrich
- 1968: Othello (nach William Shakespeare) – Fernsehspiel – Regie: Franz Peter Wirth
- 1968: Bahnwärter Thiel
- 1968: Graf Yoster gibt sich die Ehre, Folge: Nachts zwischen zwei und drei – Fernsehserie
- 1968: Der Tod im roten Jaguar
- 1968: Die Ente klingelt um ½ 8
- 1968: Gold für Montevasall – Fernsehspiel – Regie: Thomas Engel
- 1968: Schloß in den Wolken – Fernsehspiel – Regie: Michael Kehlmann
- 1969: Ein Jahr ohne Sonntag – Fernsehserie – Regie: Claus Peter Witt
- 1969: Die Kramer – Fernsehserie
- 1969: Komische Geschichten mit Georg Thomalla, Folge: Tommi und der Krimi – Fernsehserie – Regie: Klaus Überall
- 1969: Pater Brown, Folge: Die Spitze einer Nadel – Fernsehserie
- 1969: Die Reise nach Tilsit – Fernsehspiel – Regie: Günter Gräwert
- 1969: Bevor der Winter kommt – Regie: J. Lee Thompson
- 1970: Die seltsamen Methoden des Franz Josef Wanninger, Folge: Kochkünste – Fernsehserie
- 1970: Peenemünde – Fernseh-Zweiteiler
- 1971: Viel Getu' um nichts (nach William Shakespeare) – Fernsehspiel – Regie: Fritz Umgelter
- 1971: Die Münchner Räterepublik – Fernseh-Mehrteiler – Regie: Helmuth Ashley
- 1971: Familie Bergmann, Folge: Landluft – Fernsehserie
- 1971: Elsa Brändström (General Brandström) – Fernsehspiel – Regie: Fritz Umgelter
- 1973–1975: Kara Ben Nemsi Effendi

## Hörspiele
- 1954: Einer ist unter ihnen – Regie: Hanns Korngiebel, mit Edzard Bruns, Fred Siebert, Oskar Lindner
- 1955: Tod eines Nichtschwimmers (Dr. Paul Valentin) – Regie: Hans Bernd Müller, mit Victor de Kowa, Lotte Stein, Max Grothusen
- 1955: Demetrius (von Friedrich Schiller) (Kastellan von Krakau) – Regie: Ludwig Berger, mit Peter Mosbacher, Mirjam Ziegel-Horwitz, Edith Schneider, Martin Held
- 1964: Schwarze Memoiren (5) – Regie: Paul Land, mit Hans Helmut Dickow, Kurt Haars, Hanns Ernst Jäger